# Arlindos Spitzmausbeutelratte
Arlindos Spitzmausbeutelratte (Monodelphis arlindoi) kommt im mittleren und südlichen Guyana, in Teilen des nordöstlichen Brasilien und möglicherweise auch in Suriname vor. Die Art wurde im Jahr 2012 erstbeschrieben, als sich im Rahmen einer Untersuchung des herausstellte, dass es sich bei der nordwestlichen Population des Monodelphis-brevicaudata-Komplexes um eine eigenständige Art handelt. Sie wurde nach Arlindo Pinto de Souza Júnior (1958–2009) benannt, einem Präparator des Museu Paraense Emílio Goeldi, einem Naturkundemuseum in Belém.

## Beschreibung
Männchen von Arlindos Spitzmausbeutelratte erreichen eine Kopfrumpflänge von 12 bis 18,2 cm, haben einen 7 bis 9,8 cm langen Schwanz und werden 38 bis 105 g schwer. Weibchen sind mit einer Kopfrumpflänge von 9,5 bis 15 cm, einer Schwanzlänge von 6,5 bis 9 cm und einem Gewicht von 33 bis 96 g deutlich kleiner. Das Fell des Rückens von den Ohren bis zur Schwanzbasis ist grau. An den Körperseiten sind die Tiere rötlich gefärbt, der Bauch ist gelblich bis cremefarben oder gräulich. Die Haare sind auf dem Rücken ca. 8 mm lang, am Bauch beträgt ihre Länge nur 4 mm. Die Pfoten sind braun oder grau, die Ohren klein und einfarbig grau. Der Schwanz ist zum größten Teil unbehaart und bräunlich gefärbt. Lediglich das körpernahe erste Drittel des oberen Schwanzes ist mit rötlichen Haaren bedeckt. Dunkle Augenringe sind nicht vorhanden. Wie wahrscheinlich alle Spitzmausbeutelratten haben die Weibchen keinen Beutel. Die Anzahl der Zitzen ist nicht bekannt. Der Karyotyp von Arlindos Spitzmausbeutelratte ist 2n=18, FN=30.

## Lebensweise
Arlindos Spitzmausbeutelratte kommt in amazonischen Tieflandregenwäldern vor. Über die Lebensweise, das Verhalten, die Ernährung, die Aktivitätsmuster und die Fortpflanzung der Tiere ist bisher nichts bekannt.

## Status
Arlindos Spitzmausbeutelratte wird von der IUCN bisher nicht gelistet.

## Belege
1. 1 2 3 4  Diego Astúa: Family Didelphidae (Opossums). in Don E. Wilson, Russell A. Mittermeier: Handbook of the Mammals of the World – Volume 5. Monotremes and Marsupials. Lynx Editions, 2015, ISBN 978-84-96553-99-6, S. 150.
2. ↑  Silvia Eliza Pavan, Rogerio Vieira Rossi, Horacio Schneider: Species diversity in the Monodelphis brevicaudata complex (Didelphimorphia: Didelphidae) inferred from molecular and morphological data, with the description of a new species. In: Zoological Journal of the Linnean Society, Band 165, Nr. 1, Mai 2012, S. 190–223. DOI: 10.1111/j.1096-3642.2011.00791.x